# Свята Індії

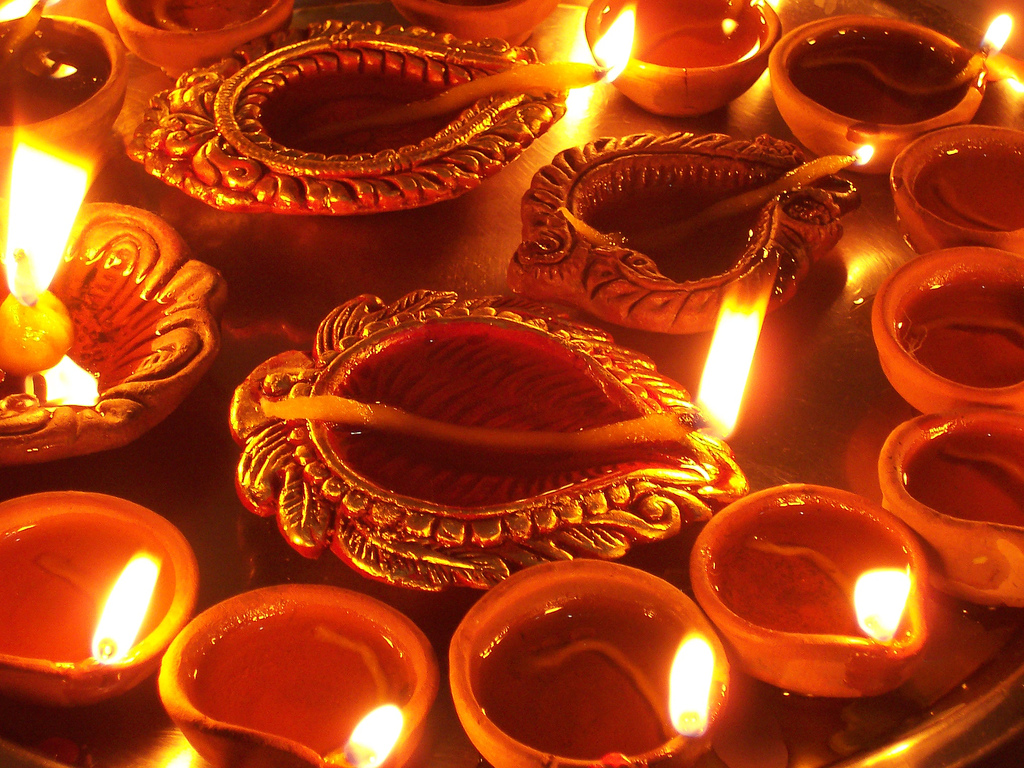
Масляні лампи — невід'ємна частина свята Дівалі

Індія — багатонаціональна й багатокультурна держава, тому тут відзначаються свята різних народів та релігій. Однією із форм елемента єднання є народне свято, яке є дуже важливим соціальним фактором в Індії. Воно дозволяє не тільки відчути себе в невимушеній, на відміну від буденних днів, атмосфері, коли людина може виплеснути все накопичені емоції, але і є потужним інструментом об'єднання каст, народів і віруючих. Адже, проходячи вулицями міст і охоплюючи всі верстви населення, свято стирає міжкастові кордони, міжконфесійні та міжнаціональні відмінності. Саме це робить свято одним з важливих соціальних явищ. Святкування дуже важливі й для етнологів. Зберігаючи в собі стародавні ритуали, народні танці, ігри та пісні, вони є важливим пунктом у пізнанні індійської культури. 
Крім релігійних, в Індії є три офіційних національних свята: День незалежності Індії, День Республіки і Ґанді-Джаянті. Серед свят, котрі безпосередньо відображають яскравий культурно-релігійний колорит Індійської республіки, виділяються (в порядку популярності на національному рівні): індуїстські — Дівалі, Ганеша-чатуртхі, Холі, Угаді, Дуссехра (Дассера, Дурґа-Пуджа), Макара-Санкранті (Понгал), а також мусульманські — Ід-уль-Фітр, Ід-уль-Атха, Мухаррам і Рамадан. Слід враховувати, що на рівні штатів та окремих племінних груп є свої свята і фестивалі.

## Індуїстські свята
Індуїсти мають давню традицію святкування фестивалів впродовж усього року. Так, святкуються прихід весни, торжество добра над злом і багато інших подій. Ось найпоширеніші з них:
- Амавасья
- Анант Чатурдаши
- Вайсакхі
- Басант
- Боналу
- Бхаубідж, також Бхай Дудж
- Васант-Панчамі
- Ват Пурніма
- Ганеша-Чатуртхі
- Гіта Джаянті
- Гуді Падва
- Гуру Пурніма
- Дівалі, також Дипавали
- Дурґа-Пуджа
- Дасара
- Затра
- Карва Чот
- Коджагірі Пурніма
- Джанмаштамі
- Кумар Пурніма
- Кумбха-Мела
- Лакшмі-пуджа
- Маха-Шиваратрі
- Наг Панчамі
- Наваратрі
- Онам
- Понгал
- Пратхам Астамі
- Ракшабандхан
- Рама Навамі
- Макара-Санкранті
- Сарасваті-Пуджа
- Теедж
- Трічур Пурам
- Хануман Джаянті
- Чахтх
- Угаді
- Холі
- Екадаші

## Свята індійськихмусульман
- Чанд Раате
- Ід-уль-Ажа
- Ід-уль-Фітр
- Мухаррам, свято індійських шиїтів

## Найбільші урочистості індійських християн
- Великдень
- Різдво

## Сикхські свята
- Дівалі
- День народження Гуру Нанака
- День народження Говінда Сінгха
- Вайсакхі

## Зороастрійські свята
Хоча зороастрійці складають менше 0,007 % індійського населення, але, ще за спостереженнями Махатми Ґанді, не дивлячись на мізерну чисельність, їх внесок в культурну мозаїку індійського суспільства важко переоцінити. Зороастрійські святкування, проте, носять внутрішньосімейний характер. Для обчислення часу урочистостей зороастрійцями Індії використовується Шахеншахі — імперська версія зороастрійського календаря, яка значно відрізняється від версії Кадімі («античної»), що використовується їхніми іранськими одновірцями. Наприклад, Новий рік святкується навесні зороастрійцями Ірану, але в Індії зороастрійці відзначають його в серпні. Сезонні фестивалі, іменовані «Гахамбари» взагалі типові для зороастризму, а найзнаменитіші події наводяться в списку:
- Майдіозарем Гахамбар — Фестиваль середини весни
- Майдіошахем Гахамбар — Фестиваль середини літа
- Пайтішахем Гахамбар — День врожаю в середині лютого
- Аятхрем Гахамбар — Фестиваль пригону худоби в середині березня
- Майд'ярем Гахамбар — Фестиваль піврічного циклу, відзначається в середині зими і середині літа
- Хамаспатмайдіем або Муктади — Фестиваль душ (аналогічний дня всіх святих і Хеллоуїну)
- Патеті — Святвечір, передноворічна ніч (Серпень — вересень)
- Джамшеде Навроз, аналог Навреза (Серпень — вересень)
- Джашане Садех, Фестиваль вогню (Досл. «Сотий день» перед Наврезом)
- Джашане Мехраган, Фестиваль Міхрі. День подяки, присвячений найвищому ангелу — Мітхрі
- Джашане Тігіран, Фестиваль Тіра. Цей день присвячується Тіштрії — ангелу зірок Сіріуса і дощу.
- Фарвардіган, Фестиваль Фарохарів (ангелів-хранителів)
- Хордад Сал, День народження пророка Заратуштри
- Зартошт Но-Дішо, Святкування річниці смерті великого пророка Заратуштри.

## Джайністські свята
- Махавір Джаянті
- Кшамаваані
- Махамастакабішека
- Пар'юшана

## Інші свята
- Весак (Будда Джаянті, Будда Пурніма)
- Айя Вайкунда Аватарам
- Віджай Дівас (День Перемоги над збройними силами Пакистану) святкується в Індії 16 грудня.
- Джая Екадаші (Дата свята унікальна для кожного року).

## Неофіційні свята
Крім вищеназваних релігійних свят, в останні 10-15 років набули поширення і європейсько-американські свята, навіяні феноменом глобалізації.
- Новий рік
- День святого Валентина
- Перше квітня
- День дітей, святкується в Індії 14 листопада.